# Котиково (Гагарінський район)
Котиково (рос. Котиково) — присілок Гагарінського району Смоленської області Росії. Входить до складу Кармановського сільського поселення.
Населення — 81 особа (2007 рік). 